# Live at the Greek Theater
Live at the Greek Theater  es un DVD en vivo del grupo musical internacional de crossover clásico Il Divo, lanzado el día 21 de noviembre de 2006. 
Este DVD en directo corresponde a la grabación del concierto del día 27 de junio de 2006 en el Teatro Griego de Los Ángeles, California, como parte de su gira mundial de 2006.
Esta película captura todas las canciones que han establecido la popularidad del grupo y una versión extra inédita de la canción icónica «Somewhere».

## Lista de canciones
| N.º | Título                              | Escritor(es)                                         | Duración |  |
| 1.  | «Regresa a mí» (Un-break my heart)  | Diane Warren, Marco Flores                           | 4:42     |  |
| 2.  | «Solo otra vez» (All by myself)     | Eric Carmen, Rajmáninov                              | 3:53     |  |
| 3.  | «Passerà»                           | Baldi, Bigazzi, Falagiani                            | 4:41     |  |
| 4.  | «Isabel»                            | Andreas Romdhane                                     | 4:16     |  |
| 5.  | «Nella Fantasia»                    | Ennio Morricone, Chiara Ferrau                       | 4:26     |  |
| 6.  | «Rejoice»                           | Wayne Héctor, Steve McCutcheon (Steve Mac)           | 3:10     |  |
| 7.  | «Pour que tu m'aimes encore»        | Jean-Jacques Goldman                                 | 3:53     |  |
| 8.  | «I belive in you» (Je crois en toi) | Jörgen Elofsson, David Kreuger, Per Magnusson        | 4:01     |  |
| 9.  | «Senza Catene» (Unchained melody)   | North, Zaret                                         | 3:51     |  |
| 10. | «Everytime i look at you»           | Andy Hill, John Robinson Reid                        | 3:48     |  |
| 11. | «Si tú me amas» (If you love me)    | Andreas Romdhane y Josef Larossi, John Robinson Reid | 4:08     |  |
| 12. | «Feelings»                          | Jörgen Elofsson                                      | 3:39     |  |
| 13. | «Mama»                              | Savan Kotecha, Andreas Romdhane                      | 3:18     |  |
| 14. | «Somewhere»                         | Leonard Bernstein, Stephen Sondheim                  | 3:29     |  |
| 15. | «Héroe»                             | Walter Afanasieff, Mariah Carey                      | 4:17     |  |
| 16. | «A mi manera» (My way)              | Paul Anka, Jacques Revaux, Gilles Thibaut            | 4:28     |  |

## Personal

### Voz
- Urs Bühler
- Sébastien Izambard
- Carlos Marín
- David Miller